# Corte suprema di cassazione
La Corte suprema di cassazione, nell'ordinamento giudiziario vigente nella Repubblica Italiana, rappresenta il giudice di legittimità di ultima istanza delle sentenze emesse dalla magistratura ordinaria. Svolge funzioni di Corte di cassazione e di Corte suprema.
La sua giurisdizione non è limitata a una particolare circoscrizione giudiziaria, ma si estende a tutto il territorio nazionale.

## Storia

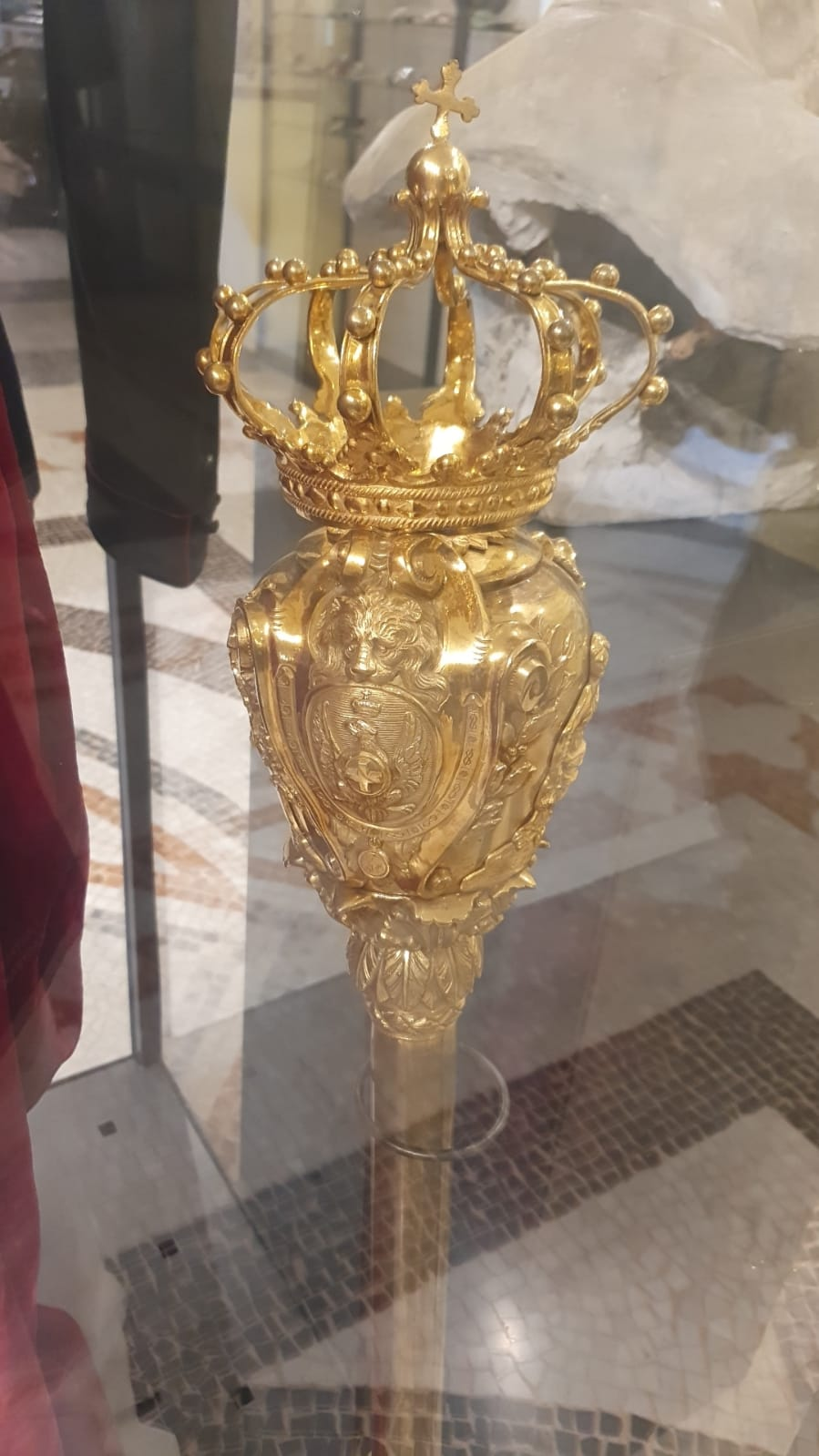
Mazza cerimoniale della Corte di cassazione in epoca sabauda

Il primo fra gli Stati preunitari italiani a istituire una Corte di cassazione fu il Regno delle due Sicilie nel 1809. Successivamente, nel Regno di Sardegna, con lo Statuto Albertino, si istituì nel 1848 la Corte di cassazione di Torino. Con la nascita nel 1861 del Regno d'Italia furono istituite nuove Corti di cassazione cosiddette "regionali", eredi degli Stati preunitari: Torino per i territori dell'ex-Regno di Sardegna e il Regno Lombardo-Veneto, Firenze per il Granducato e i Ducati, Roma per i territori appartenuti allo Stato Pontificio, Napoli per l'omonimo Regno e Palermo per il Regno di Sicilia dove esisteva il Tribunale del Concistoro con funzione di giudice di ultima istanza.
Il 24 marzo 1923, nell'ambito della politica accentratrice del regime fascista, le cinque Corti furono unificate in una sola, con sede a Roma, con la denominazione ufficiale di Corte Suprema di Cassazione. Dal 30 luglio 2014 le sentenze della Corte suprema di cassazione sono liberamente disponibili su Internet. Il 1º marzo 2023 il Consiglio Superiore della Magistratura elegge all'unanimità Margherita Cassano primo Presidente della Corte di cassazione. È la prima donna a ricoprire tale carica.

## Descrizione generale
A causa del particolare tipo di toga usato per le occasioni più formali come l'inaugurazione dell'anno giudiziario, costituito per il primo presidente, il primo presidente aggiunto e per i presidenti di sezione da una toga di velluto rosso con bordo di pelliccia di ermellino, tocco (cappello di velluto), collare di tela batista e guanti bianchi, spesso ci si riferisce ai giudici della cassazione come agli "ermellini".
Svolge funzione nomofilattica, la quale consiste nell'assicurare l'esatta osservanza e l'uniforme interpretazione delle norme di diritto. In tal senso, le sue sentenze costituiscono un criterio orientatore della giurisprudenza nazionale, la quale nell'assumere le proprie decisioni può tenere conto delle sentenze emesse della Corte. A tal fine presso la Cassazione è incardinato un ufficio noto come Ufficio del Massimario, la cui funzione è quella di enucleare i principi di diritto espressi dalla Corte nelle sue pronunce. Quando la Corte di Cassazione annulla un provvedimento con rinvio del processo al giudice del grado precedente, tuttavia, il principio di diritto enunciato nel provvedimento è vincolante per il giudice al quale è rinviato il giudizio.

## Funzioni
L'articolo 65 dell'ordinamento giudiziario (regio decreto 30 gennaio 1941, n. 12) definisce il compito della Cassazione in questo modo:
La Corte di cassazione è il vertice della giurisdizione ordinaria, essendo il tribunale di ultima istanza nel sistema giurisdizionale ordinario (penale e civile) italiano. Assicura l'uniforme applicazione e interpretazione delle norme giuridiche (cosiddetta funzione nomofilattica) e coordina i rapporti tra le varie giurisdizioni.

La Corte si articola in cinque sezioni civili, tra cui quelle del lavoro e tributaria, e in sette sezioni penali. La sesta sezione civile (cosiddetta sezione "filtro") ha cessato le proprie funzioni il 1° gennaio 2023, a seguito della riforma Cartabia del processo civile (d. lgs. 149/2022). 
Ogni Collegio giudicante è composto di cinque membri, compreso il suo Presidente.
Presso la Corte di cassazione è costituita inoltre una Procura generale della Repubblica con a capo un procuratore generale coadiuvato da vari sostituti.
Nei casi più importanti o in quelli per i quali vi siano orientamenti contrastanti delle diverse sezioni, la Cassazione si riunisce in Sezioni Unite (SS.UU.) con la presenza di nove membri compreso il Primo Presidente o un magistrato da questi delegato a presiederle. Le decisioni assunte dalla Corte di cassazione in tale composizione sono di un'autorevolezza tale da somigliare a dei "precedenti vincolanti", concetto altrimenti estraneo all'ordinamento italiano. Per regolamento della Suprema Corte, un giudice non può emettere una sentenza di avviso diverso da una precedente delle Sezioni Unite, senza la preventiva autorizzazione di queste. 
La Corte, di regola, giudica in seguito a un gravame successivo a una pronuncia di una Corte d'appello, fintantoché il gravame sia possibile, e cioè finché la questione non sia coperta da giudicato.
Ai sensi dell'art. 111, comma 7, della Costituzione è sempre ammesso il ricorso per cassazione per violazione di legge contro le sentenze dei giudici ordinari e speciali, nonché contro i provvedimenti che incidano sulla libertà personale (per esempio: sentenze penali con condanna a pena detentiva, ordinanze in materia di misure cautelari personali, decreto di trattenimento emesso ex art. 12 § V bis del D. Lgs. n. 286/1998). Tuttavia, per espressa disposizione costituzionale (art. 111, comma 8), contro le decisioni del Consiglio di Stato e della Corte dei conti il ricorso è ammesso per soli motivi inerenti alla giurisdizione.
Non giudica sul fatto ma sul diritto: è giudice di legittimità. Ciò significa che non può occuparsi di riesaminare le prove, bensì può solo verificare che sia stata applicata correttamente la legge e che il processo nei gradi precedenti si sia svolto secondo le regole (vale a dire che sia stata correttamente applicata il diritto processuale, anche in relazione alla formazione e valutazione della prova, oltre che quella del merito della causa).
A differenza che negli ordinamenti di Common law, le pronunce della Cassazione (tribunale di ultima istanza) sono vincolanti solo per il giudizio cui si riferiscono. Tuttavia esse sono di regola seguite dai giudici dei gradi inferiori (in particolare le pronunce delle Sezioni Unite). In ciò si esprime la cosiddetta funzione nomofilattica della Corte di cassazione, con la quale si intende il ruolo della Cassazione di armonizzare l'interpretazione giurisprudenziale delle norme di applicazione ermeneutica più ambigua. La Cassazione riunita in Sezioni Unite, inoltre, ha il compito di "giudice della giurisdizione": essa deve cioè esprimersi ogni qual volta vi sia un conflitto di giurisdizione (tra giurisdizione ordinaria e giurisdizioni speciali, come quella amministrativa).
L'Ufficio centrale per il referendum, costituito presso la Corte di cassazione, ha il compito di giudicare sulla conformità alla legge dei quesiti referendari, mentre il giudizio di ammissibilità sugli stessi spetta alla Corte costituzionale .

## Presidenti

### Primi presidenti della Corte di cassazione di Roma dal 1876
| Presidenti                             | Dal               | Al               |
| -------------------------------------- | ----------------- | ---------------- |
| Giuseppe Miraglia                      | 25 novembre 1876  | 12 aprile 1891   |
| Lorenzo Eula                           | 13 aprile 1891    | 28 luglio 1893   |
| Francesco Ghiglieri                    | 29 luglio 1893    | 25 ottobre 1900  |
| Giovanni Battista Pagano Guarnaschelli | 26 ottobre 1900   | 31 marzo 1911    |
| Oronzo Quarta                          | 15 aprile 1911    | 4 maggio 1915    |
| Lodovico Mortara                       | 25 settembre 1915 | 12 novembre 1923 |

### Primi presidenti della Corte suprema di cassazione
| Presidenti                       | Dal               | Al               |
| -------------------------------- | ----------------- | ---------------- |
| Mariano D'Amelio                 | 15 novembre 1923  | 3 novembre 1941  |
| Ettore Casati                    | 6 novembre 1941   | 14 agosto 1945   |
| Giuseppe Pagano                  | 15 settembre 1945 | 11 novembre 1947 |
| Andrea Ferrara                   | 12 novembre 1947  | 11 novembre 1952 |
| Antonio Azara                    | 12 novembre 1952  | 17 gennaio 1953  |
| Vincenzo Galizia                 | 19 gennaio 1953   | 15 ottobre 1954  |
| Ernesto Eula                     | 16 ottobre 1954   | 26 giugno 1959   |
| Luigi Oggioni                    | 6 ottobre 1959    | 20 marzo 1962    |
| Silvio Tavolaro                  | 11 aprile 1962    | 25 ottobre 1970  |
| Gaetano Scarpello                | 1º settembre 1973 | 19 gennaio 1974  |
| Mario Stella Richter             | 7 febbraio 1974   | 12 dicembre 1976 |
| Orlando Calogero Vinci           | 27 dicembre 1976  | 5 luglio 1978    |
| Tommaso Novelli                  | 20 luglio 1978    | 23 aprile 1981   |
| Mario Berri                      | 24 aprile 1981    | 6 ottobre 1982   |
| Giuseppe Mirabelli               | 7 ottobre 1982    | 12 luglio 1985   |
| Giuseppe Tamburrino              | 13 luglio 1985    | 19 novembre 1986 |
| Antonio Brancaccio               | 20 novembre 1986  | 16 gennaio 1995  |
| Vittorio Sgroi                   | 24 marzo 1995     | 29 ottobre 1998  |
| Ferdinando Zucconi Galli Fonseca | 30 ottobre 1998   | 24 giugno 1999   |
| Andrea Vela                      | 9 luglio 1999     | 17 agosto 2001   |
| Nicola Marvulli                  | 24 agosto 2001    | 30 ottobre 2006  |
| Vincenzo Carbone                 | 24 luglio 2007    | 12 luglio 2010   |
| Ernesto Lupo                     | 13 luglio 2010    | 13 maggio 2013   |
| Giorgio Santacroce               | 13 maggio 2013    | 31 dicembre 2015 |
| Giovanni Canzio                  | 1º gennaio 2016   | 31 dicembre 2017 |
| Giovanni Mammone                 | 4 gennaio 2018    | 16 luglio 2020   |
| Pietro Curzio                    | 20 luglio 2020    | 5 marzo 2023     |
| Margherita Cassano               | 6 marzo 2023      | in carica        |